# Scoloderus
Scoloderus là một chi nhện trong họ Araneidae.